# Chester Bennington
Chester Charles Bennington (Phoenix, Arizona, 1976. március 20. – Los Angeles, Kalifornia, 2017. július 20.) amerikai énekes, a Linkin Park, a Dead by Sunrise, a Stone Temple Pilots és a Grey Daze grunge zenekar frontembere volt. Benningtont több publikáció is generációja egyik legnagyobb rockénekeseként tartja számon. "Úgy énekel, mint egy angyal; úgy ordít, mint egy démon" - így említik sok helyen különleges hangját és énektechnikáját.
A Linkin Park első albuma, a Hybrid Theory nagy sikert hozott a zenekarnak. 2007-ben Bennington 46. lett a Hit Paraders „Heavy Metal's All-Time Top 100 Vocalists”-ján (Minden idők legjobb 100 heavy metal énekese). 2023-ban a Billboard "Minden idők 50 legnagyobb rockénekese" listáján a 34. helyen végzett.

## Élete

### Fiatalkora
Chester Bennington Arizona legnagyobb városában, Phoenix-ben született. Bennington szülei az 1980-as évek végén elváltak. Később kokain- és metamfetaminfüggőséggel küszködött, de végül legyőzte a drogfüggőségét. A Burger Kingben dolgozott, mielőtt megkezdte volna a zenei pályáját.
Mielőtt csatlakozott a Linkin Park-hoz, a phoenixi Grey Daze énekese volt. 1998-ban otthagyta a Grey Daze-t, ám utána nem talált magának zenekart. Miután majdnem abbahagyta a zenei karrierjét, Jeff Blue, a Zomba Music akkori elnöke felajánlott Benningtonnak egy meghallgatást a Linkin Park tagjaival. Bennington felmondott a munkahelyén és elvitte a családját Kaliforniába, a meghallgatás pedig sikeres volt a Linkin Parkkal, illetve ahogy akkor hívták őket, a „Xero”-val. Az együttesnek nem sikerült kiadót találnia, s ekkor Jeff Blue, aki már a Warner Bros. Records elnöke volt, újra segített a zenekarnak, és a Warner neve alatt adták ki albumukat.

### Linkin Park
2000. október 24-én a Warner kiadta a Linkin Park első albumát, a Hybrid Theory-t, melynek szövegeit Chester Bennington és Mike Shinoda írta. Mike azt mondta a dalszövegekről, hogy az érzelmekről, a tapasztalatokról szólnak és a "mindennapi érzelmekről, amikről beszélsz és amikre gondolsz".
A Hybrid Theory-t Az Egyesült Államokban 2000. október 24-én adták ki. A Billboard 200 toplistán a 16. helyen debütált 2000 végén, és öt héttel az album kiadása után máris aranylemez lett. 2001-ben a Hybrid Theory-ból 4,8 millió példány kelt el az Egyesült Államokban, ezzel ez lett a legjobban fogyó album az évben. 2002-ben minden héten körülbelül 100 000 példány kelt el, de a következő években is nagyon kelendő volt az album. Az Egyesült Államokban 2005-ben már több mint 10 milliót adtak el belőle, ezzel gyémántlemez lett. 2007-ben 17 milliót adtak el belőle világszerte, ezzel ez a zenekar legsikeresebb albuma és a 21. század legsikeresebb debütáló albuma.

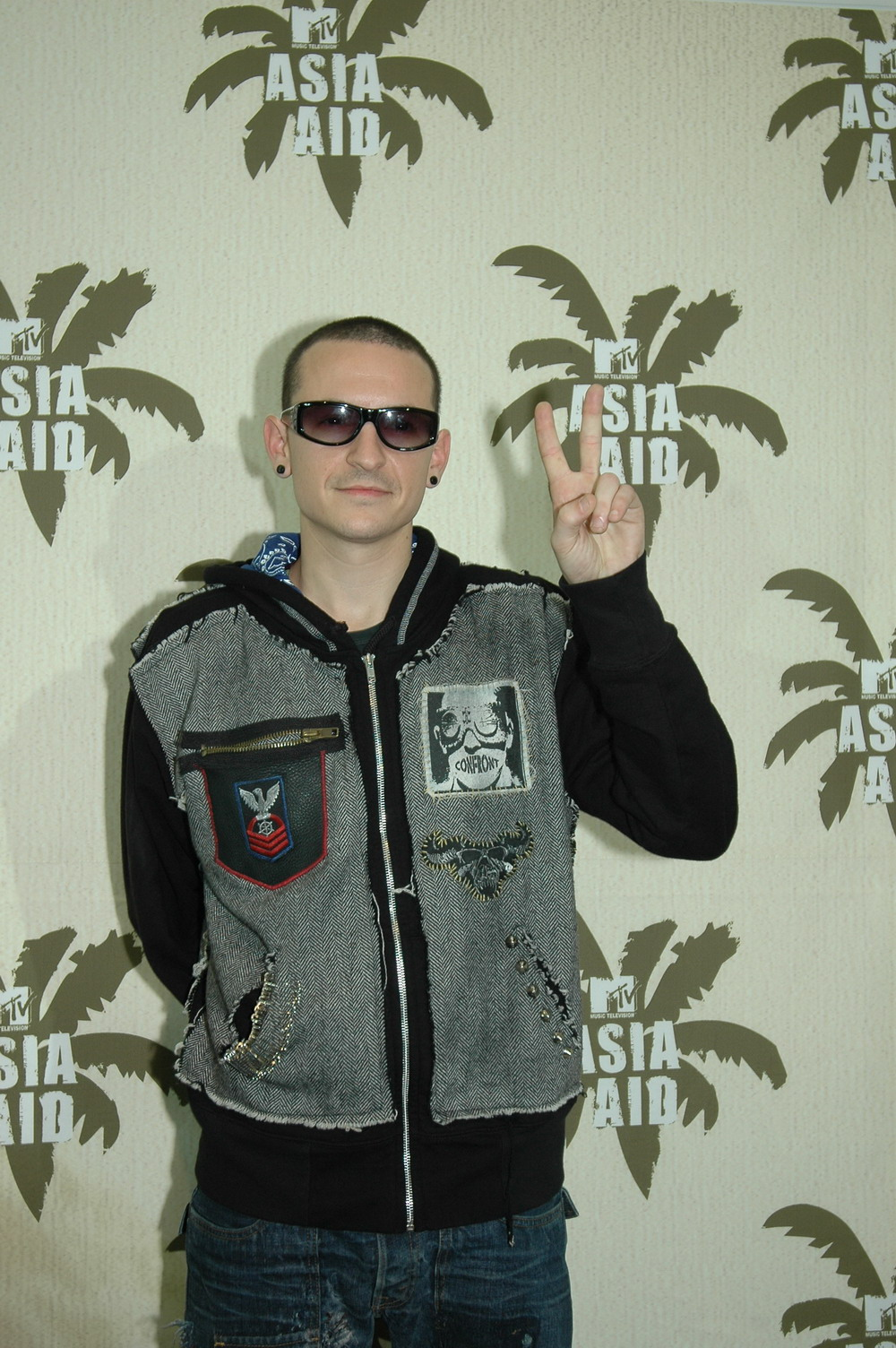
Chester Bennington az MTV Asia Aid-en

A Hybrid Theory után a Meteorát kezdték el készíteni. A koncertek közötti szabadidejüket a túrabuszuk stúdiójában töltötték (a Frat Party at the Pankake Festival DVD-n látható). 2002 decemberében hivatalosan bejelentették a második stúdióalbumukat. Elárulták, hogy a görögországi Meteorák inspirálták őket. A Meteorában megtalálhatóak nu metal és rapcore vonások, de japán shakuhachi hangszer (bambuszfurulya) is szerepel a „Nobody's Listening” című számban.
A Linkin Park 2006-ban tért vissza a stúdiókba az új album felvételéhez. Rick Rubint választották producernek. Az albumnak 2006-ban kellett volna megjelenni, de végül csak 2007-ben jelent meg. 2006 augusztusáig Mike azt nyilatkozta, hogy az album már félig kész. Bennington később azt mondta, hogy ez az album teljesen el fog térni az előzőektől. A Warner Bros. Records hivatalosan bejelentette, hogy az Államokban 2007. május 15-én adják ki az albumot „Minutes to Midnight” címmel. Tizennégy hónap után a zenekar eltávolított öt számot az albumról. Az album címe a végítélet órájára utal. A Minutes to Midnightból több mint 600 000 példány kelt el az első héten.
Az ezt követő turné közben készítettek egy koncert DVD-t 2008-ban Road to Revolution címmel. Ezen a DVD-n már a Minutes to Midnight album több dala is megtalálható. Utána stúdióba vonultak és úgy nyilatkoztak, hogy teljesen új eszméket fognak elmondani dalszövegeikben. 2010-ben kiadták a Thousand Suns című nagylemezüket, amin ezek megtalálhatók voltak, persze ezért több régi rajongó is bírálta őket és elszakadt a zenekartól. Ugyanúgy turné követte az album kiadását, majd két kislemezt készítettek, a Burn It Down-t és a Castle of Glass-t. Ezeket követően megjelent 2012 júniusában a Living Things albumuk.
2013-ban Steve Aoki keverésével megcsinálták a Lights That Never Comes dalt.
2014 júniusában kiadták a The Hunting Party című albumukat, amellyel a zenekar visszatért a kemény rock hangzáshoz.
Utolsó albumát a One More Light-ot 2017 májusában adta a Linkin Parkkal. A lemezt a rajongók és a kritikusok sokat kritizálták a popstílusa miatt. Végül az album világturnéja közben öngyilkos lett.

## Egészsége
Megcsípte egy mérges pók a 2001-es OzzFest alatt (ezt láthatjuk a Frat Party at the Pankake Festival című DVD-n). Benningtonnak a Meteora készítése alatt is gond volt az egészségével. Bennington erős hasi és emésztőrendszeri problémáktól szenvedett 2003 nyarán. Prágában a Numb klipjének forgatásakor rosszul lett, majd vissza kellett térnie Los Angelesbe. A klip többi részét Los Angelesben forgatták le.
Egy 2007-es melbourni koncert alatt eltörte csuklóját egy ugrás következtében, de a sérülés ellenére folytatta a koncertet. A koncert után a sürgősségin 5 öltést kapott.
2011-ben az A Thousand Suns World Tour alatt a zenekarnak három koncertet is le kellett mondaniuk Bennington betegsége miatt, kettőt pedig másik időpontra tenni. Bennington válla megsérült a zenekar ázsiai turnéja alatt, és az orvosok azonnali műtétet javasoltak neki, ezzel be kellett fejezniük a turnét.
2015-ben éppen egy koncertjük előtt kosárlabdázás közben egy vizespalackra érkezett ugrás után, és eltörte bokáját. Bennington mankóval és térd rollerrel énekelte végig a koncertet. A Linkin Park később lemondta turnéja fennmaradó részét. Egy 2017-es interjúban elmesélte, hogy az ezután következő hónapokat nagyon nehezen élte meg a sérüléssel járó nehézségek és korlátozások miatt.
Bennington fiatalkora óta szenvedett depresszióban.

## Szólókarrierje
Bennington 2005-ben csatlakozott a Z-Trip-hez egy szám erejéig. Ennek a számnak a „Walking Dead” volt a címe, amit a Z-Trip Shifting Gears albumán adták ki. A „Walking Dead” top 10-es szám volt az Egyesült Államokban. Bennington a Z-Trip 2005-ös coachellai koncertjén is megjelent.
Ryan Shuck-kal és Amir Derakh-kal is alakított egy Dead by Sunrise (eredetileg „Snow White Tan”) nevű együttest. A Dead By Sunrise 2009-ben adta ki az első albumát.
Bennington üzenetében a Twitteren azt írta, hogy az album címe „Out of Ashes” lesz, és 2009 szeptemberében adták ki.
A Felpörgetve és a Felpörgetve 2 Magasfeszültség című filmben is szerepelt.
A Fűrész 3D (2010) című filmben is látható egy pár perc erejéig mint áldozat.
2009 végére egy koncertet tervezett Eric Burdonnel.

### Egyéb szereplései
- „Karma Killer” című szám – a Cyclefly Crave című albumán
- „A kárhozottak királynője” című film filmzenéjén
- A „Stone Temple Pilots” „Wonderful” című albumán
- DJ Lethal „State of the Art” című albumán
- Handsome Boy Modeling School „White People” című albumán
- DJ Z-Trip Shifting Gears című albumán
- Mötley Crüe „Home Sweet Home” (remake) számán
- Young Buck „Buck the World” albumán
- Busta Rhymes „We Made It” számán
- Mark Morton „Cross Off” című számán

## Halála
Benningtonra 2017. július 20-án reggel találtak rá holtan Los Angeles-i otthonában, az énekes öngyilkos lett, felakasztotta magát. Kora ifjúkorában évekig kábítószer- és alkoholproblémákkal küzdött, mivel a gyerekkorában történt fizikai bántalmazás megviselte. Közeli barátja, Chris Cornell, 2017. május 18-án hasonló módon végzett magával, Bennington egyik fellépésükön neki ajánlotta az együttes egyik dalát, tragikus öngyilkossága pedig Cornell születésnapján történt.